# Dysdera rullii
Dysdera rullii är en spindelart som beskrevs av Carlo Pesarini 200. Dysdera rullii ingår i släktet Dysdera och familjen ringögonspindlar.
Artens utbredningsområde är Italien. Inga underarter finns listade i Catalogue of Life.